# 라틴 시민권

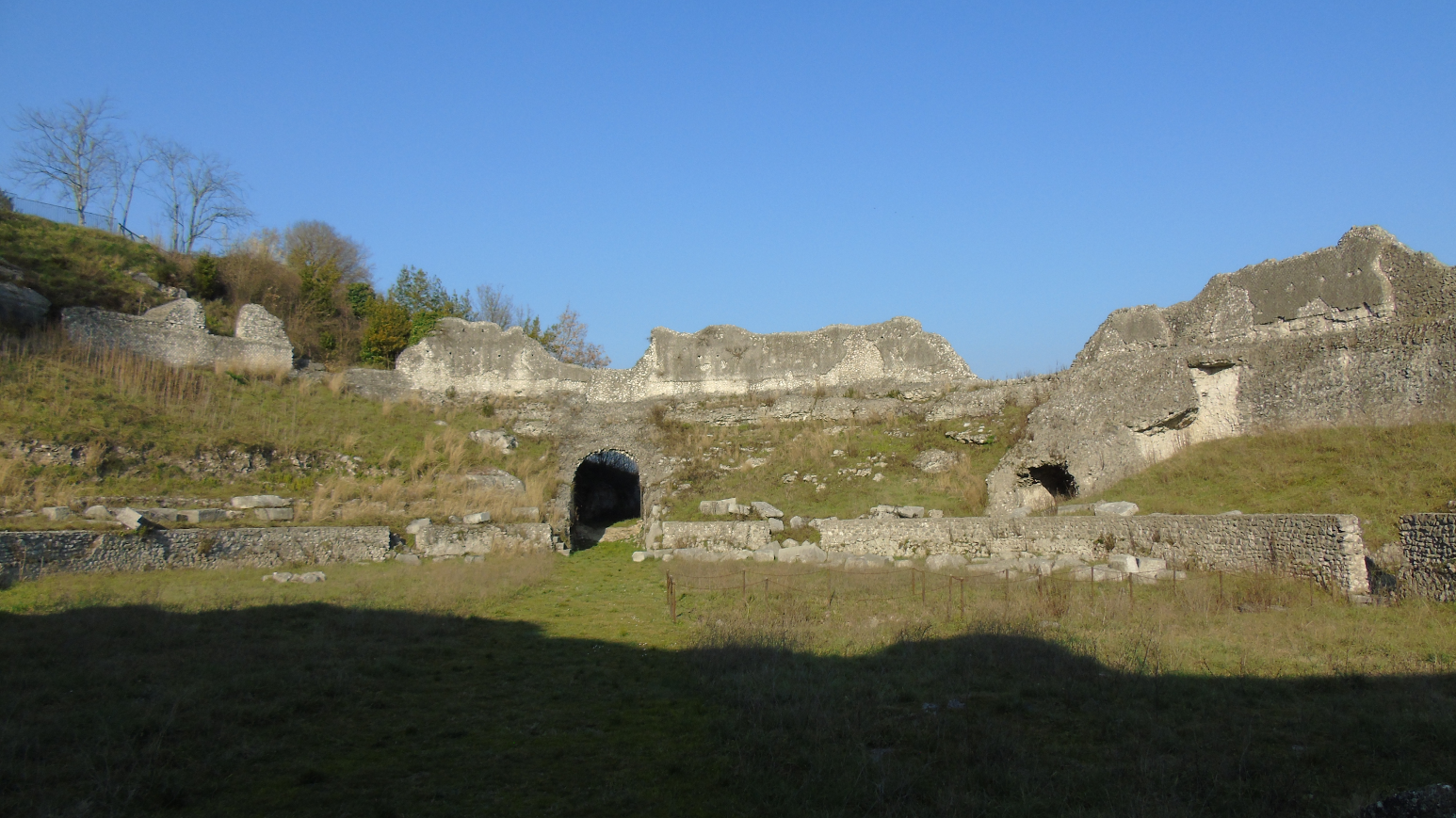
오늘날 라틴 계곡인 고대 라티움에 있는 카시움의 로마 원형극장

라틴인의 권리 (또는 라틴 시민권, 라틴어: ius Latii 또는 ius latinum)은 법적 권리 본래 로마 법에 따라 라틴족 (라틴어: "Latini", 라틴인의 땅인 라티움의 사람들)에게 부여된 연속된 법적 권리들이다. "라티니타스"(Latinitas)는 이 지위를 나타내는 데 로마의 법 전문가들에게 흔히 쓰이는 용어였다. 로마의 이탈리아 팽창과 더불어, 라티움 밖의 많은 도시들과 콜로니아들도 라틴 시민권을 가졌다.
이탈리아의 모든 라틴족 (Latini)들은 로마인과 로마에 반란을 일으킨 이탈리아족 동맹 ("socii") 간에 일어난 동맹시 전쟁 기간에 도입된 세 가지 법률의 결과에 따라, 로마 시민권을 얻었다. 기원전 90년의 라틴족 (시민)과 동맹에 주어지는 시민권에 관한 율리아 법은 모든 라틴족 도시들과 반란을 일으키지 않은 이탈리아족 도시들에 로마 시민권을 부여했다. 기원전 89년의 라틴족과 동맹에 주어지는 시민권에 관한 플라우티아 파피리아 법 (Lex Plautia Papiria de Civitate Sociis Danda)은 포강 남쪽의 모든 이탈리아 연방 도시들 (북부 이탈리아)에 로마 시민권을 부여했다. 기원전 89년의 트란스파다나에 관한 폼페이아 법 (Lex Pompeia de Transpadanis)은 동맹시 전쟁 때 로마 편에 섰던 포강 북쪽 지역인 트란스파다나의 지역사회에 라틴 시민권을 부여했다. 또한 트란스파다나의 각 무니키피아 (municipia, 도시)의 공직자들이 된 자들에게는 로마 시민권도 부여했다.
로마법 하에서 라틴 시민권의 정확한 내용은 도시마다 달랐으며, 다음의 권리들의 전부 혹은 일부를 포함했다:
- 사업 권리(Ius commercii): 교역할 권리이며, 다시 말하여, 동등한 지위에서 로마 시민들과 경제 관계를 구축 및 교역을 하고 로마 시민들과 동일한 형태의 계약을 하는 권리이다
- 결혼 권리(Ius connubii): 법에 따라 결혼할 권리
- 이주 권리(Ius migrationis): 이주권, 다시 말하여, 다른 무니키피움으로 이주할 시에 시민권이 유지될 권리이다. 다시 정리하자면, 라틴인 신분은 이탈리아 내 다른 지역으로 이주하여도 상실되지 않는다.
- 투표 권리(Ius suffragii): 투표할 권리이지만, 라틴인들이 로마로 이주했을 경우에만이다.[2]
- 시민권 변환 권리(Ius civitatis mutandae): 로마 시민권자가 되는 권리이다.

이탈리아 밖에서, Latinitas라는 용어는 다른 용도로 계속 사용되었다. 키케로는 율리우스 카이사르의 기원전 44년에 시칠리아인들에 대한 라틴 시민권 부여에 관해서 이 용어를 사용했다. 이 "ius Latii" 또는 "Latinitas" 등 용어 사용은 6세기 유스티니아누스 1세 재위 때도 지속되었다. 이 지위권은 시간이 흘러 전체 마을과 지역들에 부여되기도 했는데, 베스파시아누스 황제는 히스파니아 전역에 라틴 시민권을 부여했고 하드리아누스 황제는 많은 도시들에 부여했다.

## 기원
로마는 이탈리아의 많은 라틴족 도시 중 하나였다. 기원전 340년부터 기원전 338년 동안에 로마와 동맹이기도 했던, 라티움 (라틴족의 땅)에 있는 대략 30개 도시들의 연맹인 라틴 동맹이 라틴 전쟁이라 불리는 반란을 일으켰다. 로마인들은 이 전쟁에서 승리하고 라틴 동맹을 해체시켰다. 라티움의 많은 도시 국가들이 완전하게 로마 공화국으로 합병되었고, 합병되지 않은 곳들은 로마 시민권자들과 거래할 때 행할 수 있는 제한된 권리들 특권들을 부여받았는데, 이 권리들이 라틴인의 권리 (ius Latii)라 알려지게 되었다. 라틴 시민권은 로마가 이탈리아반도에 지배권을 펼침에 따라, 로마의 지배권을 강화하기 위해 기원전 3, 4세기에 이탈리아 일대에 세워졌던 일부 로마 식민지들에 주어졌다. 이 식민지들은 라틴족의 법적 지위가 주어진 식민지들이었고, 이곳의 정착민들은 로마 시민권을 부여받은 정착민들이 있는 다른 식민지의 로마인의 법적 신분 대신에 라틴인의 법적 지위를 지닌 자들이었다. 라틴족 지위의 식민지들은 "라틴 식민지"라 불렸고 로마 지위를 지닌 식민지들은 "로마 식민지"라 불렸다. 라틴 식민지에 정착한 로마 시민권자들은 로마 시민권을 상실하고 라틴 시민권을 얻었다. 라틴 식민지들은 대개 로마 식민지보다는 작은 규모였다.
로마의 이탈리아 너머 확장과 함께, 라틴 식민지들은 이탈리아 외부에도 세워졌으며, 그 예가 카르테이아 (오늘날 산로케)이며, 기원전 171년에 히스파니아에서 세워졌고 이탈리아 밖에 세워진 최초의 라틴 식민지였다. 기원전 122년에, 호민관 가이우스 그라쿠스 (Gaius Gracchus)는 라틴 시민권을 이탈리아의 모든 거주민들에게 확대하는 법안을 발표했다. 이 법안은 무역에서 로마와 이탈리아족 간의 증가하는 관계 및 이탈리아족 마을의 주도 가문들과 로마의 파트리키 가문 간의 관계를 반영하는 것이었다. 기원전 44년에, 율리우스 카이사르는 모든 자유인 출신 시칠리아인들에게 라틴 시민권을 부여했다.

## 제정 시기
율리우스 카이사르와 아우구스투스 시기의 대량의 식민지 거점들이 생긴 이래로, 라틴 시민권은 정치인들의 지역 통솔을 통해 속주의 지역사회들에 대한 동화를 돕는 정치적 도구로서 좀 더 사용되었다. 라틴인 지위에는 무니키피아의 행정관의 판단에 따른 로마 시민권 획득 (ius adipiscendae civitatis per magistratum)을 포함했으며, 이를 통해서 최소한 지방 집정관부터 시작해서 로마식 지역사회 수립으로 종종 이동하도록 해주었던 발전의 과정을 짐작한다. 서기 123년에, 하드리아누스 황제는 라틴 시민권에 중대한 수정을 하게 된다. 그는 "Latium maius" ("대 라틴 [시민권]")이라는 것을 도입했는데, 이는 행정관직을 가진 자만이 로마 시민권이 수여된 "Latium minus"과 반대로, 도시의 모든 데쿠리오들에게 로마 시민권을 수여했다.
라틴 시민권 획득은 황제의 증여에 전적으로 달렸었다. 이 혜택은 개인에 수여부터 마을 전체에 이뤄지는 보상에 이르기까지 모든 범위에서 미칠 수 있었고, 베스파시아누스 황제가 서기 74년에 히스파니아의 모든 이들에게 라틴 시민권을 주었던 것처럼 심지어는 인구 전체에도 적용되었다. 이 칙령이 도시 전역들을 포함할 수 있었지만, 필수적으로 무니키피움 (자치 도시)의 설립을 수반하지 않았다는 것이 주목할만한 점이다. 히스파니아에서처럼, 자주 공식적 자치도시들은 라틴 시민권 수여 몇 년 후에야 건설되었을 것이다.

## 참고 자료
- "ius Latii" from Smith's Dictionary of Greek and Roman Antiquities, 1875.
- "jus Latii" from Encyclopædia Britannica, 2007
- "Latin Revolt"
- 리비우스 XLIII. 3-4. cf. Galsterer 1971, 8-9: (G 15); Humbert 1976, 225-34: (H 138).
- Bowman, A. K., Champlin, E., Lintott, A., (Eds), The Cambridge Ancient History, Volume 10: The Augustan Empire, 43 BC-AD 69, Cambridge University Press, 2nd Edition, 1996; ISBN 978-0521264303
- Bowman, A. K., Garnsey, P., Rathbone, D., (Eds), The Cambridge Ancient History Volume XI: The High Empire A.D. 70-192, Cambridge University Press, 2nd Edition, 2000, 364-365; ISBN 978-0521263351
- S. A. et al (Eds.), The Cambridge Ancient History Volume VII: The Hellenistic Monarchies and the Rise of Rome, Cambridge University Press; 5th edition 1928, pp 269–271; ISBN 978-0521044899
- Lewis, N., Reinhold, M Roman Civilization: Selected Readings, Vol. 1: The Republic and the Augustan Age, 3rd Edition, Columbia University Press, 1990; ISBN 978-0231071314
- Lewis, N., Reinhold, M Roman Civilization: Selected Readings, Vol. 2: The Empire, 3rd Edition, Columbia University Press, 1990; ISBN 978-0231071338